# Callionymus keeleyi
Callionymus keeleyi là một loài cá biển thuộc chi Callionymus trong họ Cá đàn lia. Loài này được mô tả lần đầu tiên vào năm 1941.

## Từ nguyên
Danh pháp khoa học của loài này, keeleyi, được đặt theo tên của Frank James Keeley, người đến từ khoa Khoáng vật học của Viện Hàn lâm Khoa học Tự nhiên Philadelphia (nay là Viện Hàn lâm Khoa học Tự nhiên Đại học Drexel).

## Phân bố và môi trường sống
C. keeleyi có phạm vi phân bố ở Tây Thái Bình Dương. Loài cá này được tìm thấy ở các vùng biển thuộc Philippines và Papua New Guinea.